# Francesco Greco (giurista)
Francesco Greco (Santa Maria Capua Vetere, 13 dicembre 1918 – Roma, 9 agosto 2016) è stato un magistrato italiano.

## Biografia
È stato un magistrato di Cassazione.

È stato eletto giudice della Corte costituzionale dai magistrati della Corte di cassazione l'11 ottobre 1984 e ha giurato il 13 novembre 1984.

È stato nominato vicepresidente della Corte il 26 luglio 1993 dal presidente Francesco Paolo Casavola. È cessato dalla carica il 13 novembre 1993.